# التسلسل الزمني للرهبنة المسيحية المبكرة
ظهرت الرهبنة المسيحية لأول مرة في مصر وسوريا. هذا علم التسلسل الزمني جزئي للرهبنة المسيحية المبكرة مع إدراج أحداثها البارزة. ويغطي 343 سنة.
| السنة (م) | حدث تاريخي |
| --------- | --- |
| ج. 227    | الأنبا بولا ولد. ويعتبر المسيحي الأول ناسك زهد. لقد عاش في عزلة شديدة ولم يكتشفه إلا أنطونيوس الكبير في نهاية حياته. |
| 249-51    | اضطهاد المسيحيين في عهد الإمبراطور داكيوس أجبر العديد من المسيحيين على الفرار إلى الصحراء (بما في ذلك الأنبا بولا)، ومن هنا بدأ المصريون الرهبنة المسيحية. |
| ج. 251    | أنطونيوس الكبير ولد، الذي يُعتبر مؤسس الرهبنة ناسك. |
| ج. 285    | كرونيوس النتريا ولد. |
| ج. 290    | الأنبا باخوم ولد، الذي يعتبر هو مؤسس الرهبنة السينوبية. |
| 291/292   | هيلاريون الكبير ولد، وهو مستوحى من أنطوني. |
| 293       | أثناسيوس الأول (بابا الإسكندرية) ولد. تعتبر كتاباته مهمة لبداية الرهبنة المسيحية. |
| ج. 300    | الأنبا مقار الكبير ولد. |
| 303       | الاضطهاد المسيحي في عهد الإمبراطور ديوكلتيانوس: اضطهاد ديوكلتيانوس. |
| 305       | الأنبا باخوم ينتقل من الجبل الخارجي إلى الجبل الداخلي لبيسبير. |
| 306       | - قسطنطين العظيم يصبح إمبراطور روما الغربية. - أفرام السرياني، "معلم التوبة"، ولد. |
| ج. 310-20 | أثناسيوس الأول (بابا الإسكندرية) يبدأ مسيرته الكنسية. |
| 313       | مرسوم ميلان يقنن المسيحية وينهي الاضطهاد. |
| 314       | - ثيؤدورس الطباني (الخليفة الروحي من قصيدة) ولدت. - الأنبا باخوم تعمد. |
| ج. 315    | - أمون النتريا يبدأ حياته الرهبانية. - إبيفانيوس السلاميسي. |
| ج. 320    | - وفاة آمون (حسب تاريخ أثناسيوس الأول (بابا الإسكندرية) لتاريخ أنطونيوس الكبير). - الأنبا باخوم يؤسس جماعة رهبانية في تابينيسس. |
| 320       | الأنبا بيشوي ولد. |
| ج. 323    | - الأنبا باخوم أسس ديرًا في تابنيسي يضم أكثر من 100 راهب وديرًا في باباو. كما أنشأ الرهبنة السينوبية نظام الحكم الرهباني الذي يخضع فيه الرهبان لـ أب (مسيحية). - ولد الأنبا بيشوي. |
| 324       | قسطنطين العظيم يصبح الإمبراطور الوحيد لروما بأكملها. |
| 325       | المجمع المسكوني الأول في نيقية. |
| 328       | أثناسيوس الأول (بابا الإسكندرية) يصبح رئيس أساقفة الإسكندرية. |
| 329       | باسيليوس القيصري ولد. لقد أثر على الرهبنة المسيحية من خلال كتاباته النسكية. |
| 330       | - ولد موسى الأسود. - الأنبا مقار الكبير يؤسس مستوطنة رهبانية في الإسقيط (التي كان بها في ذروتها 700 دير فردي). - آمون ينشئ مستوطنة رهبانية في نيتريا. |
| 337       | وفاة قسطنطين العظيم (كمسيحي). |
| 338       | - المنفى الثاني لـ أثناسيوس الأول (بابا الإسكندرية). - الرهبان من نيتريا يتحركون مسافة 20 كيلومترًا ويؤسسون مستوطنة كيليا الرهبانية. |
| 339       | ابو يحنّس القصير ولد في طيبة. |
| ج. 340    | - بامبو (تلميذ أنطونيوس) أسس العديد من الأديرة في الإسقيط. - أنطونيوس الكبير يعرف عن الأنبا بولا في رؤيا ويجده قبل أن يموت، كما سجله جيروم. - المنفى الأول لـ أثناسيوس الأول (بابا الإسكندرية) والذي استمر ست سنوات. خلال هذا الوقت، أثناسيوس، من خلال كتاباته، برين أفكار من المسيحية الشرقية الرهبانية إلى المسيحية الغربية. - قصيدة تولد. - أسس هيلاريون المحبسة بالقرب من بلدته الأصلية ثباطا، وبدأ الرهبنة في غزة وفلسطين. |
| ج. 341    | وفاة الأنبا بولا في طيبة. |
| ج. 345    | تيرانيوس روفينوس ولد. |
| 346       | وفاة الأنبا باخوم. |
| ج. 347    | جيروم ولد. |
| 347       | يوحنا الذهبي الفم ولد. |
| 356       | - وفاة أنطونيوس الكبير عن عمر يناهز 105 أعوام. ينتقل سيسوس الكبير إلى جبل أنطونيوس. - المنفى الثالث لـ أثناسيوس الأول (بابا الإسكندرية). |
| 357       | أثناسيوس الأول (بابا الإسكندرية) يكتب سيرة حياة أنطونيوس الكبير. |
| ج. 358    | وفاة سيرابيون النتريا. |
| 360       | يوحنا كاسيان ولد. |
| 361       | يوليان المرتد يصبح إمبراطور روما. |
| 362       | المنفى الرابع أثناسيوس الأول (بابا الإسكندرية) بواسطة يوليان المرتد. |
| 363       | وفاة مار أوجين (تلميذ الأنبا باخوم سوري). وكان قد أسس الرهبنة المسيحية في بلاد ما بين النهرين. |
| 364       | المنفى الخامس والأخير لـ أثناسيوس الأول (بابا الإسكندرية). |
| 367       | إبيفانيوس السلاميسي يصبح أسقفًا على قبرص. |
| 368       | وفاة ثيودورس الطباني. |
| 370       | باسيليوس القيصري، رئيس أساقفة بانياس الحولة، يكتب "قواعده" التي أصبحت نصًا رهبانيًا مهمًا. |
| 371       | وفاة هيلاريون الكبير. |
| 373       | - وفاة أثناسيوس الأول (بابا الإسكندرية). - وفاة أفرام السرياني. |
| 373-5     | تيرانيوس روفينوس يلتقي بـ ميلانيا في مصر. |
| 375       | وفاة بامبو. |
| ج. 376    | جيروم يكتب كتابه حياة بولس الطيبي. |
| 377       | يوثيميوس الكبير ولد. |
| 379       | وفاة باسيليوس القيصري. |
| 380       | في غزة، سيلفانوس وشخص معين مارك الخطاط يتم التوصل إلى تسوية. |
| 381       | المجمع المسكوني الأول في القسطنطينية. |
| 382       | جيروم يعود إلى روما. |
| 383       | إفاغريوس البنطي يصبح راهبًا في كيليا. |
| 385       | - ينتقل جيروم إلى الأرض المقدسة ويبدأ مستوطنة رهبانية في بيت لحم. - جيروم يزور نيتريا. |
| ج. 386    | وفاة كرونيوس النتريا. |
| ج. 390    | جيروم يكتب كتابه حياة مالخوس. |
| 390       | - وفاة إيزيدور ذو القهوات. - وفاة أو عن عمر يناهز 90 عاماً. - بالاديوس الغلاطي يعيش في نيتريا. |
| 391       | - وفاة الأنبا مقار الكبير. - تدمير معابد الوثنية. - جيروم يكتب كتابه "حياة هيلاريون". |
| 394-5     | وفاة يوحنا المصري (قديس). |
| 395       | - وفاة مقار السكندري. - إسحاق الخلايا ينجح كرونيوس النتريا. - يوحنا كاسيان يزور بافنوتيوس الزاهد. |
| 398       | يوحنا الذهبي الفم سيم رئيسًا لأساقفة القسطنطينية. |
| 399       | - وفاة إفاغريوس البنطي. - رئيس أساقفة الإسكندرية ثيوفيلوس يعارض التجسيم ويدين الأصلة. |
| ج. 400    | - أرسينيوس الكبير ينضم إلى رهبان وادي النطرون. - وفاة بطرس البيوني. |
| ج. 404    | يوحنا كاسيان ينشئ أول دير على الطراز المصري في غال. |
| 405       | - وفاة موسى الأسود وأصحابه. - وفاة ابو يحنّس القصيرعلى جبل كلزيم بمصر. |
| 407       | - وفاة يوحنا الذهبي الفم. - لوسيوس ولونجينوس يهربون من الشهرة إلى إناتون. |
| 407-408   | - تدمير الإسقيط الأول بواسطة المازيكس. يمثل هذا تحول مركز الرهبنة المسيحية من مصر إلى فلسطين. - قصيدة وإخوانه يغادرون وادي النطرون وانتقل إلى كوم أبو بلو. |
| 410       | روما يتم نهبها من قبل ألاريك وقوط غربيون. |
| 411       | - تيرانيوس روفينوس اكتملت نسخة تاريخ رهبان مصر. - وفاة روفينوس. |
| 417       | وفاة بيشوي يوم 15 يوليو. |
| ج. 419-20 | بالاديوس يكتب التاريخ اللوزي. |
| 421-6     | يوحنا كاسيان يكتب المعاهد والمؤتمرات. |
| 429       | وفاة سيسويس الكبير. |
| 431       | المسكوني مجمع أفسس. |
| 434       | - التدمير الثاني لالإسقيط. - أرسينيوس العظيم يذهب إلى ترو. |
| ج. 435    | - وفاة أغاثون تلميذ الشاعر. - وفاة يوحنا كاسيان في مارسيليا. |
| 439       | سابا المقدس ولد. |
| 444       | التدمير الثالث للإسقيط. |
| 445       | وفاة أرسينيوس الكبير. |
| 449       | وفاة دانيال المصري، تلميذ أرسينيوس الكبير. |
| 450       | - وفاة قصيدة. - وفاة إيزيدور البيلوزيوم. |
| 451       | مجمع خلقيدونية. بعد مجمع خلقيدونية، اتخذ القرار بوضع الرهبنة المصرية كلها تحت الإشراف الهرمي الكنسي. كان هذا بمثابة نهاية العصر الكلاسيكي للرهبنة المسيحية المصرية المبكرة. |
| 455       | روما تحت حكم الإمبراطور رومولوس أوغسطس، يتم نهبها من قبل وندال. |
| 459       | - وفاة سمعان العمودي. - دانيال يصبح ستايليت. |
| ج. 480    | مولد بندكت النيرسي الذي ساهم بشكل كبير في تشكيل الرهبنة المسيحية غربية ("الرهبنة البندكتية" الرهبان). |
| 484       | تأسس دير مار سابا (مار سابا) على يد ساباس المقدس. |
| 491       | - موت إشعياء المتوحد. - الأنبا بولا يُعلن قداسته على يد غاليليوس الأول. |
| 527       | دير سانت كاترين تأسس على جبل سيناء على يد الإمبراطور جستينيان الأول. |
| ج. 543    | - وفاة برسانوفيوس ويوحنا النبي، وهما ناسكان كتبا أكثر من 800 رسالة التوجه الروحي للرهبان والكهنة والعلمانيين. ويواصل تلميذهم دوروثيوس غزة تأسيس دير جديد. |
| 570       | الدمار الرابع لالإسقيط. |